# Sarah Nambozo Wekomba
Sarah Nambozo Wekomba (nascida em 15 de julho de 1978) é uma legisladora e assistente social do Uganda. Ela foi eleita para o décimo parlamento do Uganda. Politicamente, ela concorreu como candidata independente nas eleições gerais de 2016, obtendo vitória sobre Irene Muloni.

## Infância e educação
Wekomba frequentou a Escola Primária Nkoyoyo Boarding, de onde saiu em 1992 para ingressar na Tororo Girls School nos níveis O e A entre 1993 e 1998. Mais tarde, ela ingressou na Universidade Makerere e formou-se com um bacharelato em estudos de desenvolvimento em 2006.

## Carreira
Antes de tornar-se legisladora, Wekomba foi listada como directora da Mbale Importers and Exporters Limited entre 2011 e 2016. Entre 2006 e 2009, ela actuou como Consultora de Atendimento ao Cliente no Nile Bank (2006 -2007) e depois no Barclays Bank (2007– 2009). Ela também trabalhou como caixa e assistente de vendas na Mt. Elgon Millers Limited de 2005 a 2006.
No décimo parlamento do Uganda, ela é membro tanto do Comité de Contas do Governo Local quanto do Comité de Género, Trabalho e Desenvolvimento Social.